# Ouémé
Ouémé ist ein Département Benins mit der Hauptstadt Porto-Novo.

## Geographie
Das Departement liegt im Südosten des Landes und grenzt im Norden an das Departement Zou, im Süden an den Atlantik, im Westen an die Departements Atlantique und Littoral, im Nordosten an das Departement Plateau und im Südosten an Nigeria.

### Kommunen

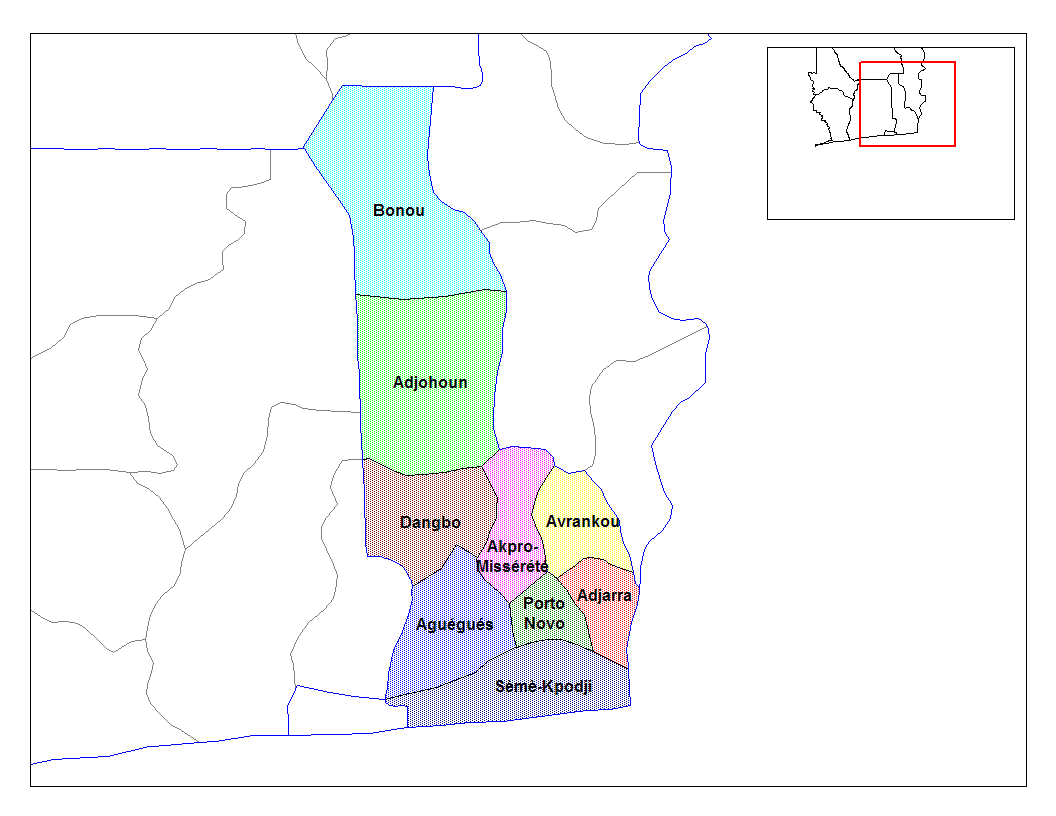
Kommunen von Ouémé

- Adjarra
- Adjohoun
- Aguegues
- Akpro-Missérété
- Avrankou
- Bonou
- Dangbo
- Porto-Novo
- Sèmè-Kpodji

## Bevölkerung
Bei der letzten Volkszählung 2013 zählte das Departement 1.100.404 Einwohner.

### Bevölkerungsentwicklung
| Jahr        | Einwohnerzahl |
| ----------- | ------------- |
| Zensus 1979 | 418.146       |
| Zensus 1992 | 568.898       |
| Zensus 2002 | 730.772       |
| Zensus 2013 | 1.100.404     |

### Volksgruppen
Die größten Völker sind die Gun mit 32,9 %, die Oueme mit 22,0 % und die Fon mit 15,4 %. Daneben gibt es zahlreiche Joruba und Adja.

### Religionen
Heute bildet das Christentum mit 67,0 % die Bevölkerungsmehrheit (darunter 55 % Katholiken, 18 % der Eglise de Céleste und 12 % weiterer Mitglieder von Afrikanischen Unabhängigen Kirchen). Größere Minderheiten bilden die Anhänger des Islams mit 12,1 % und des Voudou-Kults mit 11,0 % Bevölkerungsanteil.

## Geschichte
1999 wurde der nördliche und mittlere Teil als Departement Plateau abgetrennt.
Koordinaten: 6° 30′ N, 2° 36′ O